# Sporta Evere
Cet article concerne le matricule 48, le Sporta Evere. Pour le matricule 547, voir HC Evere.
Dernière mise à jour : 20 janvier 2022.
La section handball du Sporta Evere était un club de handball basé à Evere, le club comprenait une section hommes et une section dames.
Fondé en 1957, le club est l'un des plus vieux matricules bruxellois. En effet, le matricule 47 fut connu sous plusieurs appellations à savoir Polices de Bruxelles, AEDEIS et encore Sunday's avant de prendre la dénomination de Sporta Evere et ainsi d'intégrer le club omnisports.
Le matricule évolua donc aux quatre coins de la capitale et même dans sa périphérie puisqu'il fut basé à Schaerbeek, au Heysel, à Waterloo et finalement à Evere.
En 1993, le matricule 47 disparaît lors d'une fusion entre donc le Sporta et le Sporting Kraainem 1972 pour former l'ASEK 72 (Association Sporta Evere Kraainem 1972).
Le club était entre autres célèbre pour son tournoi de jeunes, la Coupe du Sporta.

## Histoire
| Division   | nombres de saisons | Saisons |
| ---------- | ------------------ | --- |
| Division 1 | 16                 | 1960/1961, 1961/1962, 1962/1963, 1964/1965, 1965/1966, 1966/1967, 1967/1968, 1983/1984, 1984/1985, 1985/1986, 1986/1987, 1987/1988, 1989/1990, 1990/1991, 1991/1992, 1992/1993 |

### 1957-1968: Les débuts du matricule 047 au plus haut
Fondé en 1957 sous le nom de Police de Bruxelles où donc les joueurs y évoluant furent pour la plupart des membres de la police bruxelloise, le club obtient le matricule 047.
La formation bruxelloise réussit à atteindre l'élite du handball belge lors de la saison 1960/1961 où il réussisse à s'y maintenir les saisons qui suivirent.
En 1962, le club changea son nom qui devint ADEIS puisqu'il déménagea dans un Institut de Schaerbeek.
Malheureusement pour l'ADEIS, il fut relégué à l'échelon inférieur la saison suivante.
Entre-temps, le club déménagea une nouvelle fois et de Schaerbeek, le club prit quartier au Heysel où il incorpore le club omnisports du Sunday's, dont le nom n'a rien à voir avec le "dimanche", en fait, le nom vient d'une erreur phonétique.
En effet, le club fut fondé en tant que club de danse le 7 février 1941, il fut créé par six amis très proches dont chacun avaient la lettre D comme première lettre du prénom. Et comme, il y avait beaucoup d'Anglais dans la capitale vers la fin de la guerre, ceux-ci ont mal compris le nom du club, "6D", soit "Sunday's" et par la suite, ce club compta diverses sections, un changement prolifique puisque le club retrouva la division 1.
Une division 1 où le matricule 47 fut pensionnaire jusqu'en 1968 puisqu'il finit par se faire reléguer.

### 1968-1984: La descente aux enfers
Evoluant dans les divisions inférieur, le club va continuer à déménager au quatre coins de la capital, jouant au Square Marguerite à Schaerbeek, puis à Evere. 
À la fin de la saison 1973-1974, le club est en Division 3, les "piliers" du club avancent en âge, et seuls quelques jeunes sont là pour prendre le relais, le club traverse une crise.
Cependant, le président Ernest Petitjean, toujours très actif, repère l' ISM Schaerbeek, une équipe de jeunes prometteurs issus de l' Institut Sainte-Marie à Schaerbeek et du collège Saint-Pierre à Jette, l'ISM Schaerbeek joue alors en promotion, dans la salle du Crossing Schaerbeek, alors que la fusion se fait pour permettre au jeune d'évoluer dans les meilleures conditions, beaucoup s'en vont du Sporta à l'image d'Abdel Jaïchi, Rudi Vandercammen, Mohammed Ben Aïssa, Jean-Luc De Meyer et Marc De Meyer.
L'équipe devient alors très vite compétitive mais va rater trois années de suite la montée en Division 2 et plusieurs joueurs de base, découragés, préfèrent alors tenter leur chance ailleurs mais c'est cette équipe, objectivement déforcée, qui va pourtant monter à la fin de la saison 79-80. Plusieurs nouveaux joueurs arrivent alors en renfort, dont le gardien Max Hennebert et quelques joueurs hennuyers de l'équipe de l' Université UCL, dont Jean-Jacques Barbier, Pierre-Luc Istace et Didier Tondreau.
Lors des retrouvailles en division 2, lors 1980-1981, la réglementation sur la taille des salles change et oblige l'équipe, désormais dénommée Sporta Evere, à jouer au Hall Omnisports de Waterloo.
L'équipe parvient à se maintenir en terminant en milieu de classement, réalisant même le petit exploit tels que battre le KTSV Eupen 1889, club ultra favori cette années là.
Après deux années d'exil à Waterloo, le club re-déménagement dans la salle où jouait l'ISM Schaerbeek, sous le terrain de football du Crossing. L'équipe joue toujours le milieu du classement. De nouveaux jeunes ont pris leur place en tant que cadres de l'équipe, dont les frères Alain et Patrick Beck.
Lors de la saison 1983-1984, le club fusionne avec un autre club bruxellois jouant également en division 2, le HC Ganshoren, qui comporte plusieurs joueurs d'exception dont Eric Mulder, Alain Lozet et Patrick Teirlinck, des anciens du Collège Saint-Pierre à Jette, et José Lopez. Sous la direction de l'entraîneur Dirk Geenen, le succès est immédiat et le club est champion et retrouve la Division I en 1984, après 16 années passées dans les divisions inférieures.

### 1983-1994: Les retrouvailles avec l'élite
Retrouvant la Division 1 lors de la saison 1983/1984, une élite qui a bien changé depuis les années 1960 puisqu'elle n'est plus régie par les clubs liégeois qui ont laissé leurs places aux clubs limbourgeois et plus particulièrement au Sporting Neerpelt et à l'Initia HC Hasselt.
Mais malgré cela, le Sporta parvient à se maintenir jusqu'à la saison 1986/1987 où il se retrouva en division 2 .
Relégué lors de la saison 1988/1989, Evere parvient à faire l'aller-retour grâce à une deuxième place derrière le ROC Flémalle et retrouva la division 1 mais cette fois, le club compte bien y rester.
Réalisant des bons transferts, le Sporta réussit à se maintenir dans l'élite mais se voit limoger son entraîneur Rudi Vandercammen qui songeait trop à la prochaine saison et souhaitait l'acquisition de plusieurs renforts. Cela a eu pour effet de provoquer l'inquiétude de quelques joueurs qui ont pensé qu'ils allaient être écartés.
La direction décida de le remplacer par Dominique Maillard pour terminer la saison et pour la saison suivante, saison où le Sporta était désespérément en quête d'un appui financier et donc de faire avec les moyens du bord, ainsi bien que la plupart des clubs possèdent une filière étrangère, Evere décida de ramener certains joueurs bruxellois expatriés dans les autres clubs du royaume, tels que Mulder, Mégos ou encore Manuka.
Cela fut payant pour le Sporta qui réussit à terminer à la huitième place du championnat et donc réussit à se maintenir alors qu'en Coupe de Belgique, le club se fait éliminer par l'Initia HC Hasselt lors des huitièmes de finale sur le score étriqué de 29 à 27, après pas moins de quatre prolongations,,.
Un pari réussit donc, pour le club bruxellois qui devra le renouveler la saison suivante puisque l'objectif resta inchangé, en effet toujours en quête d'un appuie financier, le Sporta Evere a l'un des plus petits budgets du championnat et devra compter sur l'appui des bénévoles pour pouvoir rester en division 1.
Et pour cause, cette saison fut loin d’être un long fleuve tranquille. En effet, en novembre, Haigozum Turzugian, le nouvel entraîneur, se fait limoger et la direction opta dès lors pour deux de ses joueurs pour endosser ce rôle d'entraîneur, soit Peter Lammers et Jean-Jacques Barbier.
Le tandem parvient tout de même à battre le KTSV Eupen 1889 sur le lourd score de 30 à 12 et signa la troisième victoire des verts de la saison, puisque les Bruxellois réussirent également à se défaire du HV Arena et du RPSM, tous trois candidats directs pour le maintien.
Finalement terminant septième, le Sporta réussit son objectif à l'issue d'une saison des plus tumultueuses.
De plus, lors de cette même saison 1991/1992, les Bruxellois avec leurs modestes statures réussirent la prouesse d'éliminer l'Union beynoise de la Coupe de Belgique, les liégeois pourtant invaincu en championnat, furent battu sur le score de 14 à 19 dans une partie qu'Evere ne cessa de dominer.
Vu les bons résultats, le Sporta conserva Jean-Jacques Barbier comme entraîneur, mais le début de saison fut entacher par des incidents ayant éclaté lors du déplacement d'Evere au HV Arena Hechtel. Lors duquel une bagarre éclata, suivi d'un envahissement de terrain, les joueurs du Sporta Evere incriminés sont Eric Mulder, qui est suspendu pendant un an et Jean-Jacques Barbier, suspendu pour dix semaines.
Ce fait divers aura pour conséquence de rendre plus compliqué la tâche d'Evere de se maintenir, sans compter les difficultés financières du club.
Et ce fut sans surprise que le Sporta Evere, à quatre points du premier non relégable, avec un total de 10 points tout de même, qu'Evere se fait reléguer en division 2.

### La fusion et la postérité

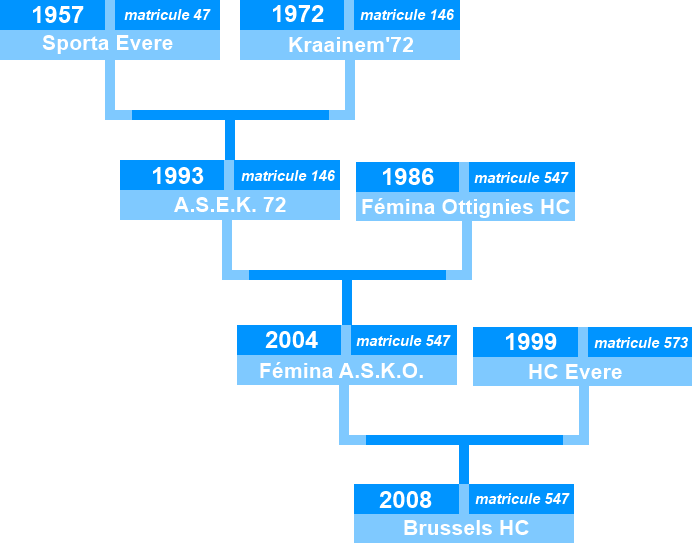
Repère historique - Fusions ayant conçu le Brussels HC.

Sachant que le club est relégué, le Sporta décida de fusionner avec le Sporting Kraainem'72, pensionnaire de division 2.
Cette fusion se fait dans le but de créer un club de haut niveau à Bruxelles.
La nouvelle formation prend le nom d'A.S.E.K. 72 (Association Sporta Evere Kraainem 1972), le matricule 47 est alors mis en veille pendant une saison dans le but de voir si cette fusion est prolifique pour les deux protagonistes qui jugèrent que oui et finalement le matricule 47 disparaît en 1994, le fruit de la fusion étant le matricule 148, celui de Kraainem.
Plus tard en 1999, les instances de la commune d'Evere décidèrent, avec l'aide de Guy Mahieu, de recréer un club de handball dans la commune, le HC Evere, le matricule 573, essentiellement basé sur une politique de jeunes.
Cependant l'histoire rattrapa le nouveau matricule puisque l'A.S.E.K. 72 qui n'ira jamais en division 1, disparaît en 2004 dans une autre fusion avec le Fémina Ottignies HC, qui formera Fémina ASKO (Fémina Association Sporta Kraainem Ottignies), qui conserva le matricule 547, celui d'Ottignies.
Puis en 2008, rebelote, nouvelle fusion entre le Fémina ASKO et le HC Evere, le club fondé en 1999 pour combler le trou qu'avait laissé le Sporta.
Le fruit de la fusion est le Brussels Handball Club qui est basé à Evere.

## Section féminine
En 1973, le club créa une section féminine, connue sous le nom de Sporta Evere Fémina, elle évolua sept saisons en division 1 dans laquelle elles ne réussirent jamais à s'imposer (1980/1981, 1981/1982, 1983/1984, 1984/1985, 1986/1987, 1990/1991, 1992/1993).

## Parcours
| 1957-1958 | Pas de championnat officiel | Pas de championnat officiel | Pas de championnat officiel | Pas de championnat officiel | Pas de championnat officiel | Pas de championnat officiel |
| 1958-1959 | Division 2                  | ?                           | ?                           |                             |                             |                             |
| 1959-1960 | Division 2                  | ?                           | ?                           |                             |                             |                             |
| 1960-1961 | Division 1                  | ?                           | ?                           |                             |                             |                             |
| 1961-1962 | Division 1                  | ?                           | ?                           |                             |                             |                             |
| 1962-1963 | Division 1                  | ?                           | ?                           |                             |                             |                             |
| 1963-1964 | Division 2                  | ?                           | ?                           |                             |                             |                             |
| 1964-1965 | Division 1                  | ?                           | ?                           |                             |                             |                             |
| 1965-1966 | Division 1                  | 7                           | ?                           |                             |                             |                             |
| 1966-1967 | Division 1                  | 4                           | ?                           |                             |                             |                             |
| 1967-1968 | Division 1                  | 12                          | ?                           |                             |                             |                             |
| 1968-1969 | Division 2                  | ?                           | ?                           |                             |                             |                             |
| 1969-1970 | ?                           | ?                           | ?                           |                             |                             |                             |
| 1970-1971 | ?                           | ?                           | ?                           |                             |                             |                             |
| 1971-1972 | ?                           | ?                           | ?                           |                             |                             |                             |
| 1972-1973 | ?                           | ?                           | ?                           |                             |                             |                             |
| 1973-1974 | vision 3i                   | ?                           | ?                           |                             |                             |                             |
| 1974-1975 | Division 3                  | ?                           | ?                           |                             |                             |                             |
| 1975-1976 | Division 3                  | ?                           | ?                           |                             |                             |                             |
| 1976-1977 | Division 3                  | 2e                          | ?                           |                             |                             |                             |
| 1977-1978 | Division 3                  | 2e                          | ?                           |                             |                             |                             |
| 1978-1979 | Division 3                  | 2e                          | ?                           |                             |                             |                             |
| 1979-1980 | Division 3                  | 1er                         | ?                           |                             |                             |                             |
| 1980-1981 | Division 2                  | 7e                          | ?                           |                             |                             |                             |
| 1981-1982 | Division 2                  | ?                           | ?                           |                             |                             |                             |
| 1982-1983 | Division 2                  | ?                           | ?                           |                             |                             |                             |
| 1983-1984 | Division 2                  | 1er                         | ?                           |                             |                             |                             |
| 1984-1985 | Division 1                  | ?                           | ?                           |                             |                             |                             |
| 1985-1986 | Division 1                  | ?                           | ?                           |                             |                             |                             |
| 1986-1987 | Division 1                  | ?                           | ?                           |                             |                             |                             |
| 1987-1988 | Division 1                  | ?                           | ?                           |                             |                             |                             |
| 1988-1989 | Division 2                  | 2                           | 1/8 de finale               |                             |                             |                             |
| 1989-1990 | Division 1                  | 7e ou 8e                    | 1/4 de finale               |                             |                             |                             |
| 1990-1991 | Division 1                  | 8e                          | 1/8 de finale               |                             |                             |                             |
| 1991-1992 | Division 1                  | 7e                          | 1/4 de finale               |                             |                             |                             |
| 1992-1993 | Division 1                  | 11e                         | ?                           |                             |                             |                             |

## Terrains et localité
- 1957-1962: Police de Bruxelles- Schaerbeek
- 1962-1964: ADEIS- Schaerbeek
- 1964-????: Sunday's- Heysel - Patinoire du Heysel
- ????-????: Sunday's- Schaerbeek - Square Marguerite
- ????-????: Sporta Evere- Evere - Hall omnisports d'Evere
- 1980-1981: Sporta Evere- Waterloo
- 1981-1983: Sporta Evere- Schaerbeek
- 1983-1993: Sporta Evere- Evere - Complexe de l'Avenue des Combattants

## Personnalités liées au club

### Président
- Ernest Petitjean
- Robert
- Patrick Leroy[20]

### Entraîneur
- Rudi Vandercammen (????-1990)[20],[21]
- Dominique Maillard (1990-1991)[22]
- Haigozum Turzugian (1991-1991)[10]
- Jean-Jacques Barbier (1991-1993)[12]

### Joueurs
- Peter Lammers
- Roberto Honsic
- Silba Morera Rui
- Luc Brixhe
- Benoît Dozen
- Eric Mulder
- Marc Cardon
- André Therry
- Serge Dussart
- André Evrard
- Jean-Claude Legros
- Stéphane Devillers
- Patrice Petitjean
- Dominique Maillard
- Eric Robert
- Guy Robert
- Patrick Leroy
- Max Hennebert
- Rudy Vandercammen
- Jean-Jacques Barbier